# Problématique
Problématique é o segundo álbum de estúdio e o quarto projeto completo da cantora alemã Kim Petras. Foi lançado em 18 de setembro de 2023 pela Amigo e Republic Records. Foi originalmente planejado para ser seu álbum de estreia, no entanto, enfrentou vários atrasos e foi adiado em favor de Feed The Beast (2023).
O álbum explora principalmente temas de amor e sexo, fortemente enraizados na premissa do escapismo, já que a cantora concebeu o projeto durante o confinamento do COVID-19. Petras descreveu as músicas como "muito europeia" e "pop da frente para trás", também experimentando disco, house francês e techno alemão nas músicas.
"Future Starts Now" foi programado para ser o primeiro single do álbum e foi logo seguido pelo lançamento de "Coconuts". No final das contas, nenhuma das músicas apareceu na edição padrão finalizada do álbum, mas a última foi incluída em Feed the Beast.

## Gravação e composição

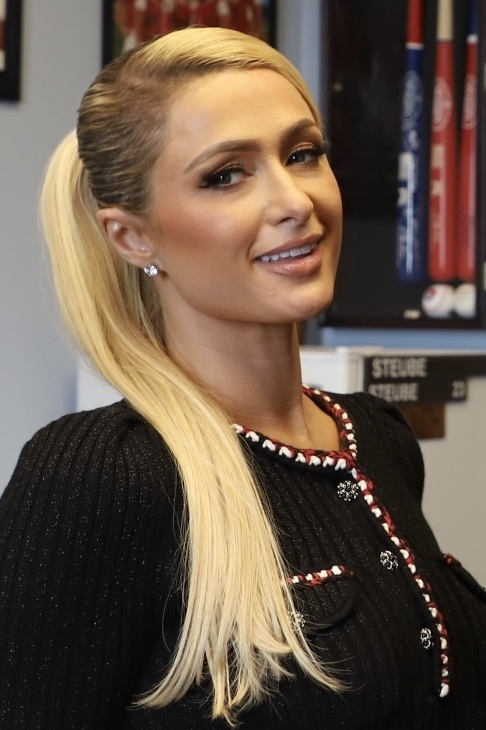
Paris Hilton (foto em 2021) aparece em "All She Wants".

Aproximadamente 80 músicas foram consideradas para o álbum. Petras trabalhou com os produtores musicais Alex Chapman e Aaron Joseph em Laurel Canyon, Los Angeles. No final de 2021, Hilton Dresden da revista Paper escreveu: “Mas só neste ano, em meio a uma pandemia violenta, [Petras] completou um álbum de 18 faixas – o mais longo e, com base em nossa conversa, o trabalho favorito da estrela pop de todos os tempos.” Em entrevista ao Dresden, Petras disse sobre o álbum:
...são 18 músicas, então é o álbum mais longo que já fiz. Tudo é muito agitado. É tudo inspirado em diferentes gêneros de música de dança, ou música eletrônica, ou EDM, techno. É difícil falar sobre isso porque cada música é completamente diferente uma da outra, mas quando você junta todas elas formam uma experiência, o que eu adoro.
De acordo com Julia Dzurillay da Atwood Magazine, o título do álbum é “uma homenagem às suas letras de inspiração francesa que também zombavam de sua 'problemática' relação de trabalho com o produtor Dr. Luke”. O início da faixa-título mostra alguém perguntando ao amigo se ele ouve Kim Petras. Outras canções incluem "Je T'Adore" e "All She Wants" com Paris Hilton.

## Promoção
Em agosto de 2021, Petras lançou "Future Starts Now" como primeiro single de seu próximo álbum, junto com um videoclipe com tema francês. Ela estreou "Coconuts" e "Hit It from the Back" no MTV Europe Music Awards de 2021, tornando-se a primeira artista trans a se apresentar na premiação. De acordo com Jack Irvin da revista People, "Coconuts" foi "lançado com sucesso viral" em dezembro de 2021 e "Hit It from the Back" ficou disponível para pré-salvamento no site de Petras sem data de lançamento. "Coconuts" e "Hit It from the Back" foram posteriormente incluídos no álbum de estreia de Petras, Feed the Beast.
Em agosto de 2022, Hilton confirmou sua colaboração em "All She Wants". Enviando votos de aniversário para Petras nas redes sociais, Hilton escreveu: “Feliz aniversário, irmã. Te amo muito! Estou tão orgulhosa de você! Continue #Sliving! Estou tão animada com nossa nova música”. O final de sua postagem incluía uma hashtag com o título da música.

## Lançamento

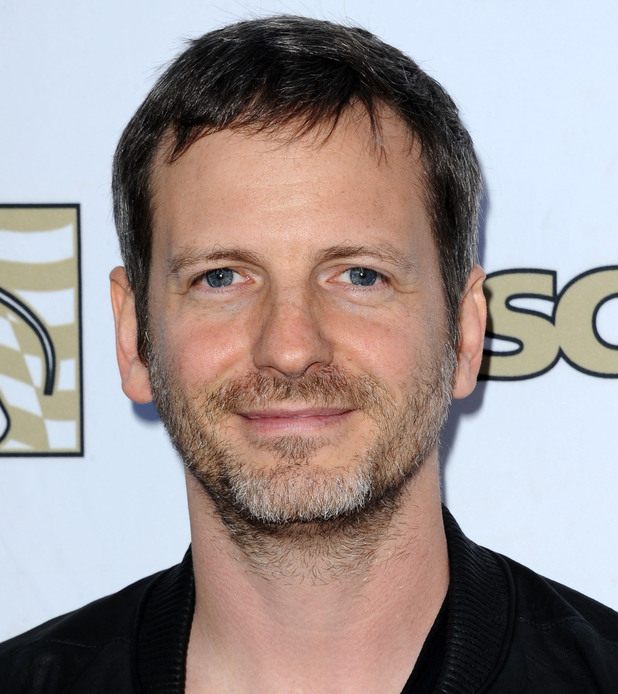
Petras sugeriu que o álbum foi paralisado pelo produtor musical e compositor Dr. Luke (foto em 2014), que é dono do selo Amigo Records, da Republic Records. Julia Dzurillay da Atwood Magazine disse que o título do álbum "zombava da relação de trabalho 'problemática' de [Petras]" com o produtor.

Entre julho e agosto de 2022, Petras abordou rumores sobre o lançamento do álbum nas redes sociais. Ela sugeriu que o projeto foi paralisado pela Amigo Records (o selo da Republic Records, de propriedade do Dr. Luke) depois que um fã twittou “RIP PROBLÉMATIQUE! Por favor, deixe suas flores nos comentários” junto com uma imagem photoshopada de uma lápide mencionando o título do álbum e o primeiro single. Petras respondeu com um emoji de rosa e disse: “Tudo bem se você quiser ouvir os vazamentos… Não vou lançar nenhuma música de qualquer maneira, estou f—da. Estou arrasada, não sei como tudo isso aconteceu e só quero desistir.” Em tweets subsequentes, ela disse: “Nada foi descartado, não obtive aprovação para lançar nada. É um limbo", bem como "Espero que vocês gostem das músicas de verdade. Eu as fiz para vocês, então espero que gostem delas.” Algumas postagens de Petras foram excluídas.
Em novembro de 2022, Petras disse sobre o projeto: “Foi o que eu inventei durante o bloqueio. Tudo que eu queria era fugir, então fiz Problématique, que foi essa explosão super euro-pop, pop gay, que adoro e amo e trabalhei muito duro e tenho muito orgulho disso. Mas parecia que havia chegado o momento de eu dizer algo diferente disso.” Ela disse à revista People: “Assinei com a Republic Records, comecei a trabalhar com tantas pessoas criativas incríveis e comecei a ter coisas novas a dizer, e dei uma volta, e então o Problématique vazou. Eu estava em um momento com minha música em que senti que realmente queria mudar e estava um pouco entediado de fazer músicas club, especialmente depois de Slut Pop.”
Após o lançamento de "Unholy" com Sam Smith em setembro de 2022, Petras lembrou em 2023:
Todo mundo precisa de um amigo para te animar e, honestamente, na época em que Sam veio até mim, foi um momento meio difícil porque meu álbum [Problématique] tinha acabado de vazar e meio que foi descartado. Acabei de assinar com uma grande gravadora [Republic Records em 2021] e todos sentiram que eu precisava criar um novo álbum. Eu não sabia quando novas músicas seriam lançadas. Não foi o melhor momento para mim.
Após o desmantelamento inicial do álbum, Petras lançou seu primeiro álbum de estúdio, Feed the Beast, em junho de 2023. Três das músicas que estavam programadas para aparecer no Problématique foram incluídas no Feed the Beast.

## Recepção critica
| Críticas profissionais | Críticas profissionais |
| Avaliações da crítica  | Avaliações da crítica  |
| Fonte                  | Avaliação              |
| ---------------------- | ---------------------- |
| Clash                  | 7/10                   |
| DIY                    | [ 24 ]                 |

Em uma crítica positiva, Robin Murray da Clash classificou Problématique como "ridiculamente divertido" e um "beijo perfeito para [nosso] verão coletivo", elogiando a maioria das músicas, sendo mais crítico em relação a algumas outras, como "Treat Me Like um Ho". Escrevendo para a DIY, Otis Robinson chamou o álbum de uma "correção de curso" para Petras e afirmou que seus "recursos clubby permanecem em êxtase", mas achou que o projeto parecia "acorrentado à sua história sem um lançamento adequado".
Após o desmantelamento inicial do álbum, Harry Brocklehurst do The Tab escreveu: "Problematique ser engavetado é uma perda terrível para o universo pop, e nunca perdoarei a gravadora de Kim por cometer a injustiça que cometeu nesta época. Espero que um dia o disco apareça no streaming. 'Future Starts Now' deveria ser ensinado nas primeiras aulas da escola de música até o fim dos tempos."

## Alinhamento de faixas
| Problématique – Edição Padrão |                                             |                                                                                    |                                     |         |  |
| N.º                           | Título                                      | Compositor(es)                                                                     | Produtor(es)                        | Duração |  |
| 1.                            | "Problématique"                             | Kim Petras Aaron Joseph Lukasz Gottwald Vaughn Oliver Alex Chapman Chloe Angelides | Dr. Luke Aaron Joseph Vaughn Oliver | 3:03    |  |
| 2.                            | "Je T'Adore"                                | Petras Joseph Gottwald Oliver Chapman Kelly Sheehan                                | Dr. Luke Joseph Oliver              | 3:05    |  |
| 3.                            | "All She Wants" (com part. de Paris Hilton) | Petras Hilton Joseph Gottwald Oliver Chapman Aaron Jennings                        | Dr. Luke Joseph Oliver              | 3:52    |  |
| 4.                            | "Born Again"                                | Petras Joseph Gottwald Oliver Chapman Angelides                                    | Dr. Luke Joseph Oliver              | 2:52    |  |
| 5.                            | "Something About U"                         | Petras Joseph Gottwald Oliver Chapman                                              | Dr. Luke Joseph Oliver              | 3:01    |  |
| 6.                            | "Treat Me Like A Ho"                        | Petras Joseph Gottwald Rocco Valdes Ryan Ogren                                     | Dr. Luke Joseph                     | 1:55    |  |
| 7.                            | "Confession"                                | Petras Joseph Gottwald Oliver Jennings                                             | Dr. Luke Joseph Oliver              | 2:51    |  |
| 8.                            | "Deeper"                                    | Petras Joseph Gottwald Oliver Chapman Eric Cross                                   | Dr. Luke Joseph Oliver              | 2:55    |  |
| 9.                            | "Dirty Things"                              | Petras Joseph Gottwald Oliver Angelides                                            | Dr. Luke Joseph Oliver              | 3:35    |  |
| 10.                           | "Love Ya Leave Ya"                          | Petras Joseph Gottwald Oliver                                                      | Dr. Luke Joseph Oliver              | 2:26    |  |
| Duração total:                | Duração total:                              | Duração total:                                                                     | Duração total:                      | 29:40   |  |

## Equipe e colaboradores
- Dale Becker – masterização
- Serban Ghenea – mixagem
- Clint Gibbs – engenharia
- Kalani Thompson – engenharia
- Tyler Sheppard – engenharia
- Katie Harvey – assistência de masterização
- Noah McCorkle – assistência de masterização
- Bryce Bordone – assistência na mixagem
- Grant Horton – assistência de engenharia
- Ashlee Gibbs – coordenação de produção

## Desempenho nas tabelas musicais
| País — Tabela musical (2023)                           | Melhor posição |
| ------------------------------------------------------ | -------------- |
| Estados Unidos Top Dance/Electronic Albums (Billboard) | 8              |
| Reino Unido (UK Album Downloads Chart)                 | 69             |

## Histórico de lançamento
| Região | Data                   | Formato                    | Versão | Gravadora      | Ref.          |
| ------ | ---------------------- | -------------------------- | ------ | -------------- | ------------- |
| Várias | 18 de setembro de 2023 | Download digital streaming | Padrão | Amigo Republic | [ 26 ] [ 29 ] |
| Várias | 24 de novembro de 2023 | vinil                      | Padrão | Amigo Republic | [ 30 ]        |